# Chalcis jordanicus
Chalcis jordanicus is een vliesvleugelig insect uit de familie bronswespen (Chalcididae). De wetenschappelijke naam is voor het eerst geldig gepubliceerd in 1990 door Narendran & Varghese.